# تکه‌ای از ماه
تکه‌ای از ماه (به هندی: Chaand Kaa Tukdaa)یاقسمتی از ماه فیلمی محصول سال ۱۹۹۴ و به کارگردانی ساوان کومار تک است. در این فیلم بازیگرانی همچون سلمان خان، سری دوی، شاتورگان سینها، انوپم کهیر، محمود علی ایفای نقش کرده‌اند.